# Ciarán Ó Lionáird
Ciarán Ó Lionáird (* 11. April 1988 in Cork) ist ein ehemaliger irischer Leichtathlet, der im Mittel- und Langstreckenlauf spezialisiert hat. 2013 gewann er bei den Halleneuropameisterschaften in Göteborg die Bronzemedaille über 3000 Meter.

## Sportliche Laufbahn
Erste internationale Erfahrungen sammelte Ciarán Ó Lionáird im Jahr 2005, als er bei den Jugendweltmeisterschaften in Marrakesch mit 3:59,00 min auf den zehnten Platz im 1500-Meter-Lauf gelangte. Zudem gewann er beim Europäischen Olympischen Jugendfestival (EYOF) in Lignano Sabbiadoro in 3:53,83 min die Bronzemedaille. Im Jahr darauf kam er bei den Crosslauf-Europameisterschaften 2006 in San Giorgio su Legnano im Juniorenrennen nicht ins Ziel und begann ein Studium an der University of Michigan in den Vereinigten Staaten. Bei den Crosslauf-Europameisterschaften 2010 in Albufeira wurde er nach 26:12 min 76. im U23-Rennen und im Jahr darauf gelangte er bei den Weltmeisterschaften in Daegu mit 3:37,81 min im Finale auf den zehnten Platz über 1500 Meter. 2012 schied er bei den Hallenweltmeisterschaften in Istanbul mit 3:50,12 min in der Vorrunde aus und im Sommer schied er bei den Olympischen Sommerspielen in London mit 3:48,35 min in der ersten Runde aus. Im Jahr darauf gewann er bei den Halleneuropameisterschaften in Göteborg in 7:50,40 min die Bronzemedaille im 3000-Meter-Lauf hinter dem Aserbaidschaner Hayle İbrahimov und Juan Carlos Higuero aus Spanien. 2014 kam er bei den Europameisterschaften in Zürich im Finale über 1500 Meter nicht ins Ziel und in den Folgejahren bestritt er nur noch vereinzelt Wettkämpfe, ehe er 2020 seine aktive Karriere im Alter von 32 Jahren beendete.
2014 wurde Ó Lionáird irischer Meister im 1500-Meter-Lauf.

## Persönliche Bestzeiten
- 1500 Meter: 3:34,46 min, 2. August 2011 in Oordegem
  - 1500 Meter (Halle): 3:36,85 min, 16. Februar 2013 in New York City
- Meile: 3:57,02 min, 25. Juli 2012 in Dublin
  - Meile (Halle): 3:52,10 min, 16. Februar 2013 in New York
  - 2000 Meter (Halle): 5:01,98 min, 10. Februar 2024 in Liévin
- 3000 Meter: 7:50,71 min, 13. Juli 2011 in Lüttich
  - 3000 Meter (Halle): 7:50,40 min, 2. März 2013 in Göteborg
- 5000 Meter: 13:33,64 min, 16. Juli 2011 in Heusden-Zolder